# Marcus Bierich

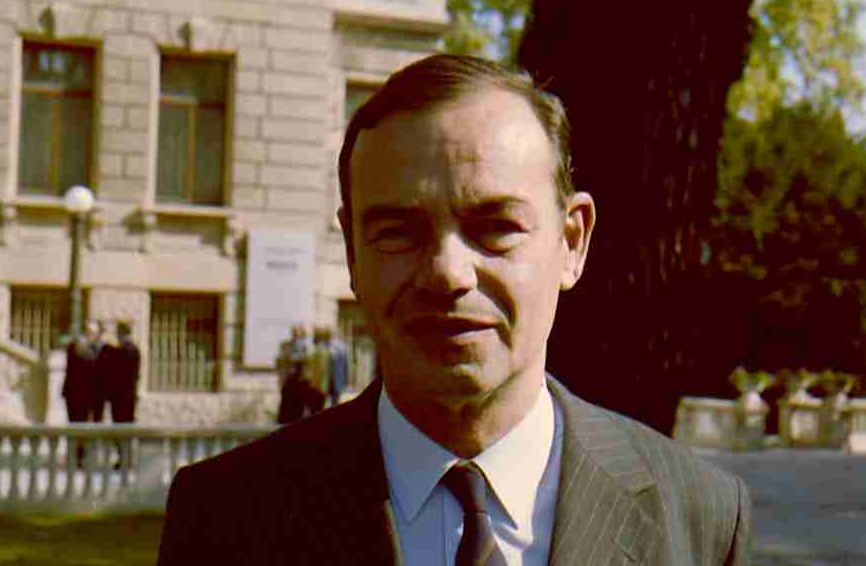
Marcus Bierich (1986)

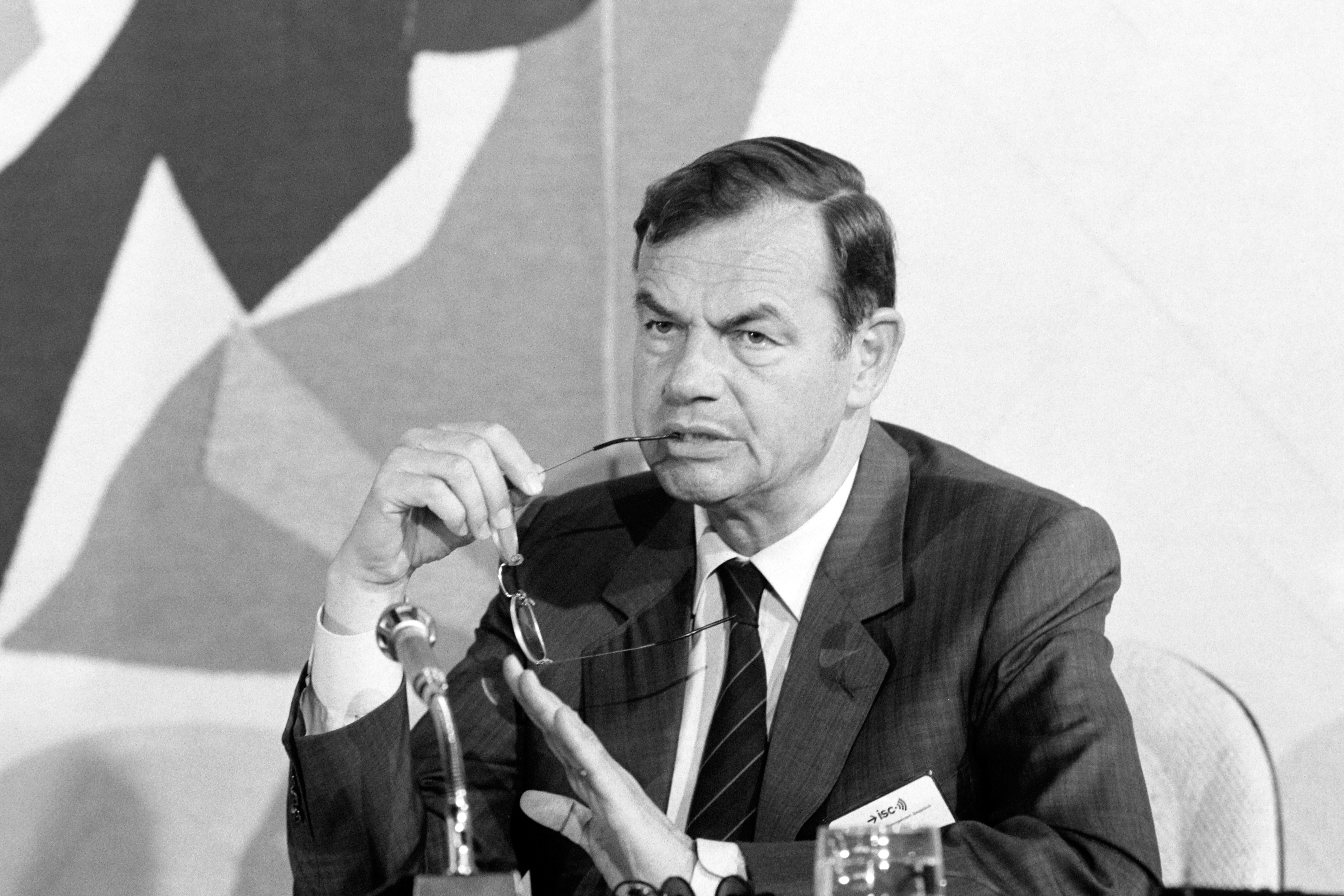
Marcus Bierich (1989)

Marcus Bierich (* 29. April 1926 in Hamburg; † 25. November 2000 in Stuttgart) war ein deutscher Manager. Zwischen 1984 und 1992 leitete Bierich den Elektronikkonzern Bosch als Vorsitzender der Geschäftsführung. Danach wechselte er in den Aufsichtsrat des Konzerns.

## Leben und Familie
Marcus Bierich kam am 29. April 1926 in Hamburg zur Welt, wo sein Vater als Professor für experimentelle Biologie und Leiter des Instituts für Krebsforschung an der Universität tätig war. Am 25. November 2000 starb Marcus Bierich an einem Gehirntumor.
Neben seiner Tätigkeit als Manager engagierte sich Bierich für Literatur und Musik. Er war unter anderem Vorstandsvorsitzender des Freundeskreises des Schiller-Nationalmuseums und des Deutschen Literaturarchivs in Marbach. Von 1994 bis zu seinem Tod war er Vorsitzender der Hugo von Hofmannsthal-Gesellschaft.

## Ausbildung
Bierich studierte Naturwissenschaften, Mathematik und Philosophie. Im Jahr 1951 promovierte er mit einer Arbeit über Bertrand Russell zum Dr. phil. Anschließend absolvierte er eine Bankausbildung bei dem Hamburger Privatbankhaus Delbrück, Schickler & Co., bei der Hambros Bank in London sowie bei der Manufacturers Trust Company in New York.

## Beruflicher Werdegang
Zwischen 1961 und 1980 arbeitete Bierich bei der Mannesmann AG, dann wechselte er als Finanzchef zur Allianz. Im Jahr 1984 übernahm Marcus Bierich die Leitung des Elektronikkonzerns Bosch und trat damit die Nachfolge von Hans L. Merkle an, der als persönlich haftender Gesellschafter der Robert Bosch Industrietreuhand KG weiterhin die Fäden in der Hand behielt.
Unter Bierich begann eine organisatorische Neugliederung der Bosch-Gruppe. Anfang der 1990er Jahre, als sich Automobilzulieferer und Elektroindustrie neu organisierten, geriet Bosch in eine Krise. Bierich versuchte, einen Sanierungskurs durchzusetzen, scheiterte damit aber an Amtsvorgänger Merkle, ohne dessen Einverständnis bei Bosch nichts möglich war. Zwischen Bierich und Merkle kam es zum Zerwürfnis. Noch vor Ablauf seines Vertrags zog sich Bierich in den Bosch-Aufsichtsrat zurück. Bierichs Nachfolger bei Bosch wurde Hermann Scholl.
Bierich saß in einer Vielzahl weiterer Aufsichtsräte deutscher Unternehmen, wie etwa dem des Heidenheimer Technikkonzerns Voith.

## Veröffentlichungen
- Beiträge zur Betriebswirtschaftslehre. Dt. Verl.-Anst., Stuttgart 1991.
- Standort Bundesrepublik – unsere Stärken und Schwächen im internationalen Wettbewerb. Industrie-Club, Düsseldorf 1985.
- Unsere Wirtschaft im internationalen Wettbewerb. Landesvereinigung Baden-Württemberg. Arbeitgeberverb., Stuttgart [1985].
- Freges Lehre von dem Sinn und der Bedeutung der Urteile und Russells Kritik an dieser Lehre, [Diss.] Hamburg 1951.